# La Besseyre-Saint-Mary
La Besseyre-Saint-Mary è un comune francese di 144 abitanti situato nel dipartimento dell'Alta Loira della regione dell'Alvernia-Rodano-Alpi.

## Società

### Evoluzione demografica
Abitanti censiti